# José Sanchis Sinisterra
José Sanchis Sinisterra (València, 28 de juny de 1940) és un dramaturg i director teatral valencià. És un dels autors més premiats i representats del teatre contemporani del país i un gran renovador d'escena. Sanchis Sinisterra és també conegut per la seva labor docent i pedagògica en el camp teatral. Vinculat a l'estudi i a l'ensenyament de la literatura, ha reivindicat sempre la doble naturalesa –literària i escènica–, del text dramàtic. A més de les seves obres, en la seva faceta d'investigador i divulgador, Sanchis Sinisterra ha escrit nombrosos articles sobre teatre i participat en diversos col·loquis i congressos dedicats a l'art dramàtic.

## Biografia[calcitació]
El 1957 comença a estudiar Filosofia i Lletres a la Universitat de València i aquest mateix any és nomenat director de la secció del Teatre Espanyol Universitari (TEU) a la seva facultat. L'any següent ja és director del TEU en el districte universitari de València.
El 1959 comença a col·laborar a la revista Claustro i després de trencar amb el TEU crea el Grup d'Estudis Dramàtics.
El 1960 funda l'Aula de Teatre de la Facultat de Filosofia i Lletres de València i el 1961 el Seminari de Teatre actuant com a codirector de totes dues entitats.
El 1963 Sanchis Sinisterra posa en marxa l'Associació Independent de Teatres Experimentals.
El 1967 obté una càtedra en un institut d'ensenyament mitjà a Terol i abandona la Universitat de València. El 1971 el traslladen l'Institut Pau Vila de Sabadell i aquest mateix any el nomenen professor titular de l'Institut del Teatre de Barcelona.
El 1976 participa en el primer Festival Grec de Barcelona com a director d'una de les companyies de l'Assemblea d'Actors i Directors de Barcelona.
El 1977 funda i dirigeix, juntament amb Magüi Mira, Víctor Martínez i Fernando Sarrais, Teatro Fronterizo, un col·lectiu d'autors, directors i actors reunits entorn de l'experimentació teatral. Sanchis Sinisterra inicia amb Teatro Fronterizo un important treball d'investigació teatral.
Entre 1981 i 1984 dirigeix l'Associació Cultural Escena Alternativa que ell mateix havia contribuït a crear. A partir de 1984 és professor de Teoria i Història de la Representació Teatral a la Universitat Autònoma de Barcelona. El 1989 posa en marxa la Sala Beckett a Barcelona, un espai per a la investigació i experimentació escèniques on Sanchis imparteix cursos per a actors i autors.
Sanchis Sinisterra fou director escènic del Festival Iberoamericà de Cadis de 1993. Va fundar el Laboratori de Dramatúrgia Actoral.
El 1997 abandona la Sala Beckett i es trasllada a Madrid on creà un nou projecte: El Nuevo Teatro Fronterizo, que en 2012 va guanyar un premi Max a la crítica.
Té una filla amb Magüi Mira, que es diu Clara Sanchis Mira. L'octubre de 2014 juntament amb altres 300 personalitats d'esquerres signà un manifest En favor de la unitat del poble treballador en contra la independència de Catalunya.

## Obra[calcitació]
L'obra de Sanchis Sinisterra sempre presenta una dinàmica entre la tradició i les línies dramàtiques contemporànies. L'experimentació i la investigació són constants. Aquesta investigació comprèn, entre altres aspectes:
- les fronteres de la teatralitat (l'intertextual, la implicació de l'espectador en la ficcionalitat, la metateatralitat, el qüestionament de la faula i el personatge tradicional, el no-dit, l'enigmàtic, etc.);
- l'eliminació dels elements constitutius de la teatralitat tradicional i
- la modificació dels mecanismes perceptius de l'espectador.

A partir dels anys 1980 Sanchis Sinisterra creua amb freqüència les fronteres entre els gèneres narratiu i teatral creant dramatúrgies a partir d'obres d'autors del segle xx com James Joyce, Julio Cortázar i Franz Kafka; però també a partir d'autors del Segle d'or espanyol castellà.
Sanchis Sinisterra defensa la necessitat d'acostar el teatre a altres arts o a la ciència i participa de la defensa del que aquest autor denomina una teatralitat menor: un tipus de teatre molt diferent de l'espectacular i comercial.
Algunes de les obres més rellevants de Sanchis Sinisterra són ¡Ay, Carmela! i Ñaque, o de piojos y actores.
A continuació es relacionen les obres escrites per Sanchis Sinisterra. Si no s'indica el contrari, la data és la de l'estrena corresponent.

### Teatre
- Tú, no importa quién (escrita en 1962).
- La Edad Media va a empezar (1977).
- La leyenda de Gilgamesh (1978).
- Historias de tiempos revueltos (1979).
- La noche de Molly Bloom (1979). Dramatúrgia de l'últim capítol d'Ulisses de James Joyce.
- Ñaque o de piojos y actores (1980).
- El gran teatro natural de Oklahoma (1982).
- Informe sobre ciegos (1982).
- Moby Dick (1983).
- Bajo el signo de cancer (1983).
- El retablo de Eldorado (1985).
- Crímenes y locuras del traidor Lope de Aguirre (1986).
- ¡Ay, Carmela! (1987). Coneguda sobretot per la versió cinematogràfica dirigida per Carlos Saura.
- Los figurantes (1988).
- Pervertimento y otros gestos para nada (1988). Conjunt de 15 textos que experimenten amb els diferents elements de la teatralitat.
- Bartleby el escribiente (1989). Basat en el relat homònim de Herman Melville.
- Los figurantes (1989).
- Perdida en los Apalaches (1990).
- Mísero Próspero (1992). Peça radiofònica.
- Bienvenidas (1993).
- Dos tristes tigres (1993)
- El cerco de Leningrado (1994).
- Claroscuros (1994).
- Marsal, Marsal (1995).
- Ñaque o de piojos y actores (segona versió) (1999). (escrita el 1996 per al festival de Monterrey).
- El lector por horas (1999).
- Valeria y los pájaros (2000). (publicada el 1995).

- El canto de la rana (????) (escrita entre 1983-1987 i publicada el 1995).
- Naufragios de Álvar Núñez (????) (publicada el 1992).
- Lope de Aguirre, traidor (????). Nou monòlegs publicats el 1992.
- Carta de La Maga al bebé Rocamadour (????) (publicada en 1996). Dramatúrgia sobre alguns capítols de la novel·la Rayuela de Julio Cortázar.

- Terror y miseria en el primer franquismo (1979), una col·lecció de peces breus.[3]

Algunes d'aquestes obres han estat editades per l'editorial Cátedra, en la col·lecció Letras Hispánicas, juntament amb textos d'estudi que són una bona referència per conèixer José Sanchis Sinisterra.

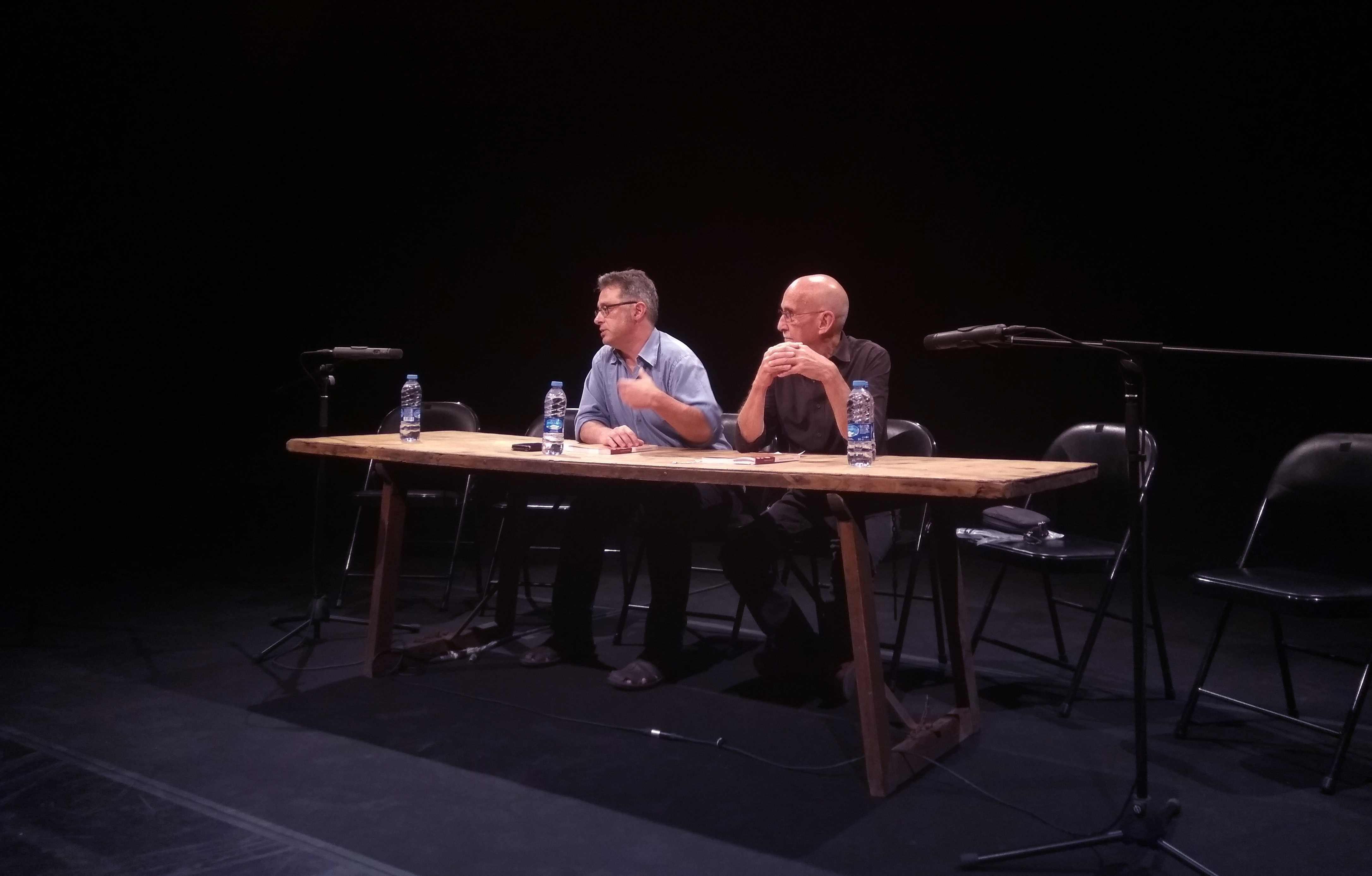
Presentació del llibre 'Prohibido escribir obras maestras' de José Sanchis Sinisterra a la Sala Beckett, presentat per Carles Batlle, el 31 de maig de 2017.

### Obra divulgativa
- Dramaturgia de textos narrativos, Ciudad Real, Ñaque, 2002.
- La escena sin límites: Fragmentos de un discurso teatral, Ciudad Real, Ñaque, 2002. 2ª ed. 2012.
- Prohibido escribir obras maestras, Ciudad Real, Ñaque, 2017.[4]

## Premis i reconeixements
- 1968: Premi Carlos Arniches de Teatre de l'Ajuntament d'Alacant per la seva obra Tú, no importa quién.
- 1975: Rep el Premi Camp de l'Arpa de poesia.
- 1990: Rep el Premi Nacional de Teatre del Ministeri de Cultura, compartit amb José Estruch.
- 1991: Premi Federico García Lorca de Teatre.
- 1998: Premi d'Honor de l'Institut del Teatre de la Diputació de Barcelona.
- 1999: Premi Max al millor autor teatral en castellà per ¡Ay Carmela!.
- 2000: Premi Max al millor autor teatral en castellà per El lector por horas.
- 2004: La seva obra Terror y miseria en el primer franquismo guanya el Premi Nacional de Literatura Dramàtica del Ministeri de Cultura.
- 2005 i 2009: Finalista del Premi Max al millor autor teatral en castellà per El cerco de Leningrado.
- 2012: Premi Max a la Crítica, por la tasca del Nuevo Teatro Fronterizo.[5]
- 2014: Premi Adolfo Marsillach a una tasca teatral significativa.[6]
- 2016: Premi de la Red de Teatros de Lavapiés.[7]
- 2016: Premi a tota una carrera, per la Federació Espanyola de Teatre Universitari.[8]